# China Resources
China Resources (en mandarin simplifié:華潤) est un conglomérat chinois, basé à Hong Kong.

## Histoire
China Resources a pendant longtemps détenu indirectement une participation de 51 % dans la production de la bière Snow.
En avril 2014, son président Song Lin est soupçonné de corruption. Song Lin réfute ces allégations et évoque une calomnie.
En février 2016, China Resources acquiert à Anheuser-Busch InBev, à la suite de l'acquisition par ce dernier de SABMiller, la participation de 49 % qu'il ne détient pas dans Snow pour l'équivalent de 1,6 milliard de dollars, un prix nettement inférieur qu'anticipé par les analystes.
En août 2018, Heineken acquiert, via un partenariat, 40 % CBL qui détient 51 % de China Resources Beer, pour 3,1 milliards de dollars. Avant cette opération, Heineken n'est quasiment pas présent en Chine avec uniquement qu'une part de marché de 0,5 %. Au travers de ce partenariat, il offre la licence Heineken en Chine à China Resources Beer, ainsi que 3 brasseries. En contrepartie, China Resources prend une participation dans Heineken de 538 millions de dollars.